# The Long Now Foundation
The Long Now Foundation (La Fondation du Long Présent) est une ONG américaine fondée en 1996 qui vise à promouvoir une institution culturelle du long terme.
Sur le principe du calendrier holocène, elle s'attache à réfléchir aux problèmes de l'humanité dans le temps long.
Le symbole de l'organisation est un X surmonté d'une barre, qui représente le nombre 10 000 en numération romaine.

## Projets notables
- Clock of the Long Now[3] : une pendule construite dans le désert du Texas conçue pour fonctionner pendant 10 000 ans[4].
- Long Bet Project : vérifier la réalisation effective de certaines prédictions dans la durée, notamment le pic pétrolier, l'impression à la demande ou encore le calculateur quantique de 100-qubit.
- PanLex[5] : une base de données de traduction lexicale comportant 25 millions de mots dans 5 700 langues.
- Revive & Restore : vise la dé-extinction de certaines espèces animales par manipulation génétique[6].
- Rosetta Project[7] : une plateforme unique pour la recherche linguistique et l'éducation ainsi qu'un outil linguistique pour la redécouverte de langues perdues dans le futur grâce à un échantillonnage et un archivage presque permanent de 1 000 langues.
- Revive & Restore s'est développé en incubation via la Long Now Foundation jusqu'en 2017, date à laquelle il est devenu une organisation indépendante 501(c)(3). Revive & Restore est une organisation de conservation de la faune, qui apporte de la biotechnologie à la conservation.

## Membres
En 2020, les membres notables sont Stewart Brand, Danny Hillis, Brian Eno, Ping Fu, Kevin Kelly, Doug Carlston, Patrick Collison, Esther Dyson, David Eagleman, Kim Polese, David Rumsey, Peter Schwartz.
Parmi les membres émérites on compte également Mitch Kapor, Roger G. Kennedy ou encore l'ancien rédacteur en chef du magazine Wired : Chris Anderson.

## Dans la culture populaire
- Le roman Anatèm de l'auteur de science-fiction Neal Stephenson s'inspire partiellement des travaux de The Long Now Foundation.
- L'album January 07003: Bell Studies for the Clock of the Long Now sorti en 2003 s'inscrit dans la continuité des travaux de Brian Eno sur le projet de pendule.